# Plata quemada
Plata quemada es una película de coproducción de Argentina, España, Francia y Uruguay dirigida por Marcelo Piñeyro y basada en la novela homónima publicada por Ricardo Piglia en 1997. Se estrenó el 11 de mayo de 2000.

## Sinopsis
Los Mellizos es un dúo de delincuentes organizado compuesto por Franco El Nene Brignone (Leonardo Sbaraglia) y Marcos El Gaucho Dorda (Eduardo Noriega). Además de mantener una relación de complicidad criminal, mantienen una estrecha relación sentimental y amorosa. Sus últimas acciones no han sido muy positivas por lo que la próxima vez deben tener las cosas bien claras y hacerlo perfectamente. Fontana les propone robar 7 millones de pesos.

## Reparto
- Leonardo Sbaraglia	 ...	El Nene
- Eduardo Noriega	 ...	Ángel / Narrador
- Pablo Echarri	 ...	El Cuervo
- Leticia Brédice	 ...	Giselle
- Ricardo Bartis	 ...	Fontana
- Dolores Fonzi	 ...	Vivi
- Carlos Roffé	 ...	Nando
- Daniel Valenzuela	 ...	Tabaré
- Héctor Alterio	 ...	Losardo
- Claudio Rissi	 ...	Relator
- Luis Ziembrowski	 ...	Florián Barrios
- Harry Havilio	 ...	Carlos Tulian
- Roberto Vallejos	 ...	Parisi
- Adriana Varela	 ...	Cantante en el cabaret
- Noelia Campo	 ...	Chica en el parador
- Víctor Hugo Carrizo	 ...	Sospechoso #1 en comisaría
- Gabriel Correa	 ...	Policía #1 en el allanamiento
- Joaquín Machado Foianini	 ...	Chico en el parador

## Los hechos
La película se basó en la novela de Piglia, basada a su vez en hechos reales: varios delincuentes porteños -Roberto Dorda, Marcelo Brignone y Carlos Merelles- escapan a Montevideo, Uruguay, luego de realizar un cuantioso robo en Buenos Aires durante el que murieron varias personas.
Con el fin de dejar pasar el tiempo alquilaron el apartamento 9 del edificio Liberaij de la calle Julio Herrera y Obes 1182, Montevideo, el cual sirvió como piso franco hasta que se tranquilizara la situación.
En una noche de noviembre de 1965 fueron cercados por la policía, que luego de catorce horas, y miles de balas lograron entrar en el apartamento, pero a costa de varias muertes, de policías y de los pistoleros.
En lo que respecta a la crónica policial, en el apartamento 11 se escondieron algunos policías que se enfrentaron con los pistoleros. Dorda, según la autopsia, murió con 16 heridas de bala y Brignone con 19.

## Controversias
La novela originó la presentación de una demanda, "Galeano, Blanca Rosa c/Piglia y otros/daños y perjuicios", efectuada por parte de una de las personas que inspiraron el argumento. El escritor, durante su relato, describe a la querellante como "la Nena", y le atribuye a la misma actitudes de libertinaje sexual (recordemos que la misma, en ese momento era una menor de edad de 16 años). Además, alega que dicha historia la había escuchado de ella misma bajo los efectos de estupefacientes, embarazada, rumbo a un tren a Bolivia. Cabe destacar que Galeano jamás estuvo en ese transporte ni viajó a dicho país, nunca consumió drogas recreativas, y con la única persona que mantuvo una relación romántica fue con "El Cuervo" Mereles.[cita requerida] El fallo concluye la inexistencia de responsabilidad por tratarse de un hecho de "dominio público".

## Premios
- Premio Goya a la mejor película extranjera de habla hispana (2002)
- La  Asociación de Cronistas Cinematográficos de la Argentina le otorgó por esta película en 2001 a Marcelo Piñeyro y Marcelo Figueras el premio Cóndor de Plata por mejor guion adoptado en concurrencia con David Lipszyc junto a Ricardo Piglia por el filme El astillero.